# Ulrich Marzolph
Ulrich Marzolph (né le 2 mai 1953 à Landau in der Pfalz) est un islamologue allemand.
Ulrich Marzolph a étudié les études islamiques, la sinologie et les études romanes à Cologne et à Machhad (Iran). Il a obtenu son doctorat à Cologne en 1982 avec une thèse sur la typologie des contes populaires persans ; sa thèse d'habilitation (Arabia ridens ; Göttingen 1992) a reçu le prix Pitrè (1993).

## Publications

### Publications et traductions
- Persische Märchen Miniaturen. Erzählt von Maschdi Galin Chanom. Niedergeschrieben von L. P. Elwell-Sutton. Übersetzt von Ulrich Marzolph. Diederichs, Köln 1985,  (ISBN 3-424-00840-0).
- mit A. Amirhosseini-Nithammer: Die Erzählungen der Mašdi Galin Ḫānom / Qeṣṣehā-ye Mašdi Galin Ḫānom. Gesammelt von L. P. Elwell-Sutton, Teil 1: Text,  (ISBN 3-88226-621-X); Teil 2: Begleitband,  (ISBN 3-88226-627-9). Reichert, Wiesbaden 1994.
- Wenn der Esel singt, tanzt das Kamel. Persische Märchen und Schwänke. Erzählt von Maschdi Galin Chanom. Aufgezeichnet von L. P. Elwell-Sutton. Übersetzt von Ulrich Marzolph. Diederichs, München 1994,  (ISBN 3-424-01211-4).
- mit Ingrid Tomkowiak: Grimms Märchen international: Zehn der bekanntesten Grimmschen Märchen und ihre europäischen und aussereuropäischen Verwandten. 2 Bände. Ferdinand Schöningh, Paderborn 1996,  (ISBN 3-506-75415-7).
- Nasreddin Hodscha. 666 wahre Geschichten. C.H. Beck, München 1996,  (ISBN 3-406-40445-6).
- Das Buch der wundersamen Geschichten. Erzählungen aus der Welt von 1001 Nacht. C.H. Beck, München 1999,  (ISBN 3-406-45265-5).
- Feen-Mährchen: Zur Unterhaltung für Freunde und Freundinnen der Feenwelt (in der Reihe Volkskundliche Quellen, Abteilung 3: Märchen und Schwank). Textkritischer Neudruck der anonymen Ausgabe Braunschweig 1801. Herausgegeben und kommentiert von Ulrich Marzolph. Mit einem Vorwort von Jeannine Blackwell. Georg Olms, Hildesheim 2000,  (ISBN 3-487-10687-6).
- Nafzâwî: Der duftende Garten zur Erbauung des Gemüts. Ein arabisches Liebeshandbuch. Aus dem Arabischen übersetzt von Ulrich Marzolph. C.H. Beck, München 2002,  (ISBN 3-406-49580-X).
- The Arabian Nights Reader. Wayne State University Press, Detroit 2006.
- The Arabian Nights in Transnational Perspective. Wayne State University Press, Detroit 2007.
- mit Regina Bendix: Hören, Lesen, Sehen, Spüren. Märchenrezeption im europäischen Vergleich. Schneider-Verlag Hohengehren, Baltmannsweiler 2008,  (ISBN 978-3-8340-0361-4).
- mit Philipp G. Kreyenbroek: Oral Literature of Iranian Languages. Kurdish, Pashto, Balochi, Ossetic, Persian and Tajik (= A History of Persian Literature, Bd. 18, Companion Bd. 2). I. B. Tauris, London 2010,  (ISBN 978-1-84511-918-8).
- Orientalistische Studien zu Sprache und Literatur. Festgabe zum 65. Geburtstag von Werner Diem. Harrassowitz, Wiesbaden 2011,  (ISBN 978-3-447-06481-1).
- mit Bea Lundt: Narrating (Hi-)Stories in West-Africa. Lit-Verlag, Münster 2015,  (ISBN 978-3-643-90503-1).

### Plus
- Stéréotypes régionaux et ethniques dans les blagues des exilés iraniens, dans : Susanne Hose (éd.) : Minorités et majorités dans la culture narrative. Domowina-Verlag, Bautzen 2008, p. 196 et suiv.